# Mosséievo
Mosséievo (en rus: Мосеево) és un poble de l'óblast d'Arkhànguelsk, a Rússia, segons el cens del 2012 tenia 79 habitants.